# غراهام لايلي
غراهام لايلي (بالإنجليزية: Graham Lyle)‏ هو مغني وكاتب أغاني بريطاني، ولد في 11 مارس 1944 في بلزهيل ‏ في المملكة المتحدة.

## وصلات خارجية
- غراهام لايلي على موقع IMDb (الإنجليزية)
- غراهام لايلي على موقع ميوزك برينز (الإنجليزية)
- غراهام لايلي على موقع أول ميوزيك (الإنجليزية)
- غراهام لايلي على موقع ديسكوغز (الإنجليزية)